# Замок Клара
Замок Клара (англ. Clara Castle, ірл. Caisleán Chláraigh) — Кашлен Хларайх — один із замків Ірландії, розташований у графстві Кілкенні. Замок стоїть на відстані 6 км на схід від міста Кілкенні, біля витоків річки Нор. Нині замок є пам'яткою історії та культури Ірландії національного значення. Ірландська назва замку перекладається як «Замок Простий».

## Історія замку Клара
Замок Клара побудований у XV столітті. Замок побудувала аристократична родина Шорталл. Ця родина жила в замку до 1640-вих років, коли спалахнуло повстання за незалежність Ірландії. Під час придушення повстання Олівером Кромвелем замок Клара захопив Генрі Джонсон. Потім в замку жила родина Бірн. Жив Ентоні Бірн (1656—1720), Льюїс Бірн (1690—1766), Мет'ю Бірн (1694—1754), Ентоні Бірн (1725—1810), Майкл Бірн (1762—1835). Замок був населений до 1905 року.
Замок Клара норманського типу, вежа замку має п'ять поверхів, є склепіння між поверхами. Зберіглося багато балок дверей, перекриттів XV століття. Збереглися бійниці, у тому числі над входом у замок. На другому поверсі є кімната лорда, прохід в спальню. На стіні збереглися фрески — розп'яття. Поверхом вище є таємна кімната. На верхньому поверсі є добре освітлена кімната, що використовувалась для родини лорда. Зберігся великий камін, зубці башти в ірландському стилі, бійниці, навісна стрільниця.